# Тараненко Любов Калинівна
Тараненко Любов Калинівна (нар. 5 листопада 1938 с. Голохвасти Волочиського району Хмельницької області - 12 вересня 2017) — вчений селекціонер-генетик, педагог, талановитий організатор, меценат, доктор біологічних наук, професор, активний член Українського товариства генетиків та селекціонерів імені В.І. Вавілова, генеральний директор ТОВ НВМП «Антарія».

## Життєпис
Любов Калинівна народилась 5 листопада 1938 р. в с. Голохвасти Волочиського району Хмельницької обл. У 1955 р. закінчила середню школу у Волочиському районі Хмельницької обл. В 1960 р. вступила до Кам’янець-Подільського сільськогосподарського інституту закінчила агрономічний факультет.

## Професійна діяльність
Працювала у сільськогосподарському виробництві агрономом-насіннєзнавцем колгоспу ім. Суворова Заставнівського району Чернівецької області;
- 1960–1966 — агроном, провідний спеціаліст у насінній і агрохімічній службах Почаївського та Борщівського районів Тернопільської області;
- 1966–1969 - навчання в аспірантурі в Українському науково-дослідному інституті (нині – ННЦ «Інститут землеробства НААН України»);
- 1970 - захист дисертації на здобуття наукового ступеня кандидата сільськогосподарських наук у Львівському сільськогосподарському інституті (нині – Львівський національний аграрний університет) за темою «Вплив пилкового режиму на озерненість і пилкову продуктивність тетраплоїдної гречки» (за спеціальністю 06.01.05 – селекція і насінництво);
- 1966-2016 - працівник в Національному науково-дослідному центрі «Інститут землеробства НААН»;
- 1989 - захист докторської дисертації за темою «Генетичне обґрунтування удосконалення методів селекції гречки Fagopyrum esculentum» (за спеціальністю 06.01.05 – селекція і насінництво) та отримала науковий ступінь доктора біологічних наук;
- 1992 - заснувала першу в Україні приватну професійну селекційно-насінницьку компанію «Антарія»:
- 1993–1998 - завідувачка кафедри генетики, селекції та насінництва Національного аграрного університету м. Києва (нині НУБіП України);
- 2004 - створила дочірне підприємство від ТОВ НВМП "Антарія" - ДП "Оранта";
- 2017 - ініціювала створення та стала співзасновником Міжнародної асоціації гречки в Україні.

## Звання та нагороди
- 2000 - Почесні грамоти Кабінету Міністрів України;
- грамота Міністерства аграрної політики та продовольства України;
- 2006 - Почесна відзнака Президії УААН;
- нагороджена медалями ВДНГ СРСР та УРСР;
- 2008 - нагороджена орденом княгині Ольги ІІІ ступеня;
- нагороджена міжнародними нагородами та медалями IBRA.